# Betekenisverandering
Betekenisverandering of -verschuiving betekent in het algemeen dat de betekenis van een woord verandert. Meer in het bijzonder wordt hiermee in de diachrone taalkunde de manier bedoeld waarop de betekenis van een woord zich in de loop der tijd (vaak eeuwen) ontwikkelt. Samen met nieuwvorming en ontlening is betekenisverandering een van de belangrijkste manieren waarop nieuwe woord/betekenisrelaties in een taal ontstaan.

## Oorzaken en verbreiding
De belangrijkste oorzaken waardoor woorden nieuwe algemene betekenissen krijgen zijn:
- De tredmolen van het eufemisme; een woord dat naar iets verwijst dat zich in de taboesfeer bevindt, is sterk aan slijtage onderhevig (zie ook pregnantie).
- De psychologische kenmerken van een woord ofwel de connotatie is aan verandering onderhevig, zowel in positieve (ameliorisatie) als in negatieve zin (pejorisatie). Het laatste komt overigens vaker voor dan het eerste. Twee voorbeelden van pejorisatie zijn de Nieuwnederlandse woorden wijf en berucht, die in het Middelnederlands gewoon vrouw en beroemd betekenden. Een vrouw of vrouwe was daarnaast in het Middelnederlands een dame uit de hogere kringen. In het Nieuwnederlands is de betekenis van positief naar neutraal gegaan, waarmee vrouw de oude betekenis van wijf heeft gekregen.
- De behoefte aan nieuwe beeldspraak en uitdrukkingen die tot de verbeeldingskracht spreken.
- De behoefte aan nieuwe benamingen voor iets dat voorheen volslagen onbekend was of van een andere cultuur was, zoals Internet en e-mail (zie ook realia). Het woord surfen heeft er hierdoor bijvoorbeeld een nieuwe betekenis bij gekregen, die de oude geheel naar de achtergrond heeft verdrongen (zie ook polysemie).
- Het in onbruik raken van bepaalde begrippen, zoals scharensliep en olielamp. Dergelijke woorden worden op den duur alleen nog gebruikt in geschiedenislessen (zie ook anachronisme). Dit hangt samen met het verschijnsel dat cultuur voortdurend aan verandering onderhevig is.
- Het voortschrijden van de wetenschap. Dit hangt grotendeels samen met de bovengenoemde punten.

## Stijlfiguren
Door middel van beeldspraak kunnen woorden nieuwe betekenissen krijgen die op een bepaalde manier van de oude zijn afgeleid.

#### Metaforen
Door metaforisch gebruik van een bestaand woord kan dat woord er een nieuwe betekenis bijkrijgen. Dit is het geval met het al eerder genoemde surfen. Een andere recente metafoor uit de computerwereld is de "besmetting" met een virus, waarbij de computer impliciet wordt vergeleken met een levend organisme. Waar een organisme vatbaar is voor ziekten veroorzaakt door een biologisch virus, wordt de verstoring van de computer veroorzaakt door een stuk ontregelende software: het computervirus. In dit voorbeeld krijgt het woordenboeklemma 'virus' er een betekenis bij en het lemma 'besmetten' een gebruiksmogelijkheid. Van 'surfen' en 'virus' wordt de overdrachtelijke betekenis inmiddels meer gebruikt dan de oorspronkelijke, letterlijke betekenis.

#### Metonymie
Naast de metafoor is metonymie de tweede belangrijke vorm van beeldspraak, bijvoorbeeld de synecdoche. Doordat tussen twee verschillende entiteiten in de werkelijkheid een contiguïteitsrelatie bestaat, kan het ene woord voor het andere gebruikt worden zonder dat dit voor al te veel verwarring zorgt. Een voorbeeld is glas in Een glas bier. De benaming glas verwijst hier niet naar het hard, doorzichtig materiaal, maar naar het drinkgerei dat op basis hiervan is gefabriceerd. Onder het woordenboeklemma glas is dus na(ast) de grondbetekenis ‘harde stof uit silicaten’ ook de metonymische bekenis van ‘drinkglas’ terug te vinden. Zowel metafoor als metonymie leiden tot betekenisvermeerdering van een bestaand woord.

## Betekenisvernauwing en -verruiming
Betekenisvernauwing kan in het algemeen worden omschreven als de overgang van een hyperoniem naar een van zijn hyponiemen. Een voorbeeld in het Nieuwnederlands is het woord dief. In het Middelnederlands betekende dit woord zowel ‘schurk, landloper’ als ‘iemand die steelt’. Het omgekeerde hiervan, betekenisverruiming, betreft voornamelijk de hierboven besproken gevallen van beeldspraak e.d.